# Stazione di Haedo
La stazione di Haedo (Estación Haedo in spagnolo) è una stazione ferroviaria della linea Sarmiento situata nell'omonima città della provincia di Buenos Aires. È anche capolinea della ferrovia per Temperley della linea Roca.

## Storia
La stazione fu aperta al traffico nel 1886 con la realizzazione della ferrovia per Temperley.